# ケルヒャー
ケルヒャー（アルフレッド ケルヒャー エスエー ウント コンパニー カーゲー 独: Alfred Kärcher SE & Co. KG）は、世界最大手の清掃機器メーカーで、業務用及び家庭用に3,000余機種の清掃機器を製造販売している。

## 社史
ドイツ南西部のバート・カンシュタットに生まれたアルフレッド・ケルヒャー（ドイツ語: Alfred Kärcher）は、シュトゥットガルト工科大学を卒業後に独自の塩浴炉用電気加熱装置を設計し評価を得、ルフトハンザから航空機エンジン暖気用ヒーターの開発を依頼されたことから、1935年に同地で起業した。
1950年、ヨーロッパで最初の温水高圧洗浄機DS 350の開発に成功した。ケルヒャーの高圧洗浄機の原点となる。
アルフレッドは1959年9月に急逝し、会社経営は妻のイレーネが引き継いだ。企業規模は拡大していったが、1974年前後の大不況の際に、高圧洗浄機事業に経営資源を集中することとし、コーポレートカラーをイエローに変更した。
1984年には世界初のポータブル高圧洗浄機HD 555 profiで、家庭向け市場に参入した。
子会社として米国の高圧洗浄機、部品洗浄、水処理システムのブランド、イタリアやドイツのポンプ製造ブランドを保有し、米軍や北大西洋条約機構（NATO）軍への洗浄システムを提供する主要メーカーにもなっている。

## 社会貢献活動
ケルヒャーでは社会貢献活動の一環としてクリーニングプロジェクトを実施しており、これまでに世界各国で150件以上の建造物の再生・洗浄作業を手掛けてきた。日本では2000年7月に広島平和記念公園の9体のモニュメントの洗浄、2008年7月に松田川ダム（栃木県足利市の松田川）の壁面をキャンバスに高圧洗浄機で汚れを落とすことで絵を描くエコ・アートプロジェクトを行った。2010年11〜12月には国の重要文化財である日本橋を洗浄した。これは2011年4月の日本橋架橋100周年に合わせて行われた。その他の活動として、SOS子供の村のパートナー、国連グローバル・コンパクトのメンバーとなっている。
クリーニングプロジェクトの主な活動実績
- 1985年 - 自由の女神（米国）[15]
- 1990年 - ブランデンブルク門（ドイツ）[15]
- 1990年 - キリスト像（ブラジル）[15]
- 1998年 - サン・ピエトロ広場 （バチカン）[15]
- 2000年 - 広島平和記念公園 （日本）[16]
- 2002年 - メムノンの巨像（エジプト）[17]
- 2005年 - マウントラッシュモア（米国）[18]
- 2008年 - スペース・ニードル（米国）[19]
- 2010年 - 日本橋（日本）[20]
- 2010年 - ユーロマスト（オランダ）[21]
- 2013年 - ロンドン・アイ（英国）[22]

## ブランド名の動詞化
ドイツ、英国、フランス、ポーランド、ジョージア、メキシコ、米国などの国では、「高圧洗浄機で洗うこと」の同義語として「ケルヒャー」が口語的に使用されている。
フランスの政治家で、2007年の大統領選出馬が有力視されていたニコラ・サルコジ内務大臣は2005年、少年が流れ弾に当たり死亡する事件が起きたパリ郊外のラ・クールヌーヴについて「ケルヒャーで洗浄されるだろう」と発言した。これは全ての犯罪者や社会的に好ましくないものは排除し、洗い流されるべきだ、ということを意味している。多くのフランス国民が、郊外から移民（特に北アフリカ系）を連想したため、この発言は物議を醸した。
サルコジのこの発言をきっかけに、「ケルヒャーする」は動詞として使用されるようになった。
2007年のフランス大統領選期間中、候補者のジャン＝マリー・ル・ペンは2年前のサルコジの発言を引用し、大半を移民が占めるアルジャントゥイユの住民に向けて「あなた方をケルヒャーしたい、排除したい人がいるようだが、私たちはあなた方がゲットーから抜け出すのを助けたい」と発言した。これを受けケルヒャーのフランス法人は、2007年フランス大統領選の全ての候補者宛てに会社名をそのような意味で使用することを止めるようにとの書状を出し、新聞にはケルヒャー社としてその発言に一切関係がない旨の広告を掲載した。
2022年のフランス大統領選でフランスの政治家らに対し、政治的な社名使用を直ちにやめるよう求める声明を発表した。「ケルヒャー（の高圧洗浄機）で犯罪者を一掃する」「オランド（前大統領）、マクロン両氏が物置にしまったケルヒャーを取り出さないといけない」などの発言を問題視している。

## 日本法人
ケルヒャー ジャパン株式会社は世界で18番目の現地法人として設立された。東京都新宿区岩戸町に「ケルヒャークリーニングシステムズ株式会社」を設立、1992年（平成4年）に現社名に変更、宮城県黒川郡大和町に本社社屋・工場を新築し、本社を移転した。2017年（平成29年）には宮城県黒川郡大和町から新横浜に本社を移転、2021年（令和3年）現在、17の営業拠点と29の修理提携店が存在する。
業務用製品は主に、工場、ビルメンテナンス業、ホテル・レストラン業、食品製造・加工業、公共施設、自動車業、農畜産業、建築土木業などで使用されており、家庭用製品は高圧洗浄、ホームクリーニング、ガーデニングでの使用を中心としている。
2020年（令和2年）には、1995年（平成17年）より代表取締役社長に就任していた佐藤八郎が退任し、後任としてドイツにて業務用製品のグローバル・セールスおよびマーケティングを統括していたマーク・ヴァン・インゲルゲムが社長に就任した。

### 日本で販売されている主な製品

#### 家庭用製品
高圧洗浄機

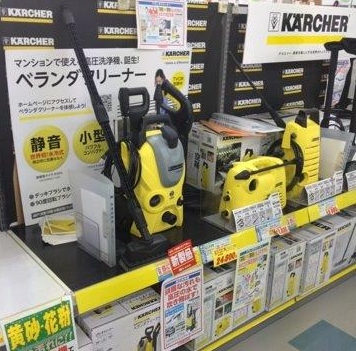
家庭用製品

- 1.223-438.0，JTK 22 - 2003年（平成15年）発売，ジャパネットたかた専売製品。
- 1.223-439.0，JTK 22 プラス
- 1.672-572.0，JTK 25 - 2009年（平成21年）5月発売，ジャパネットたかた専売製品。
- 1.672-580.0，JTK 28 - 2012年（平成24年）2月発売，ジャパネットたかた専売製品。
- 1.672-581.0，JTK 28 プラス - 2014年（平成26年）6月14日発売，ジャパネットたかた専売製品。
- 1.600-960.0，JTK 38 - 2015年（平成27年）7月1日発売，ジャパネットたかた専売製品。
- 1.600-900.0，JTK サイレント - 2018年（平成30年）2月上旬発売，ジャパネットたかた専売製品。
- 1.600-964.0，JTK 38 N - 2019年（平成31年）4月下旬発売，ジャパネットたかた専売製品，JTK 38の付属品違い。
- 1.600-901.0，JTK サイレント プラス - 2021年（令和3年）2月1日発売，ジャパネットたかた専売製品。
- 16035310, 16035410 K5 プレミアム サイレント - 2022年10月1日発売
- 16034400, 16034410 K4 サイレント ホーム - 2022年10月1日発売
- 16032000, 16032010 K3 サイレント プラス - 2022年10月1日発売
- 16032020, 16032030 K3 サイレント プラス ベランダ - 2022年10月1日発売
- 16000500 K MINI

スチームクリーナー
- 1.204-105，K 1102
- 1.115-740，K 1201
- 1058-740，K 1501
- 1.115-201，K 1201 プラス
- 1.204-113，K 1100
- 1.115-505.0，JTK 1205 - ジャパネットたかた専売製品。
- 1.512-105，SC 1002
- 1.518-106，SC 1122
- 1.702-104，SC 1202
- 1.702-154，SC 1402
- 1.702-109.0，SC 1200 - 2009年（平成21年）9月下旬発売，ジャパネットたかた専売製品。
- 1.512-237.0，SC 1020 - 2010年（平成22年）8月26日発売。
- 1.512-238.0，SC 1.000 - 2010年（平成22年）12月下旬発売。
- 1.512-353.0，SC 2.500 C - 2011年（平成23年）8月22日発売。
- 1.512-173.0，SC 1.040
- 1.512-190.0，SC JTK 10 - 2014年（平成26年）4月1日発売，ジャパネットたかた専売製品。
- 1.516-229.0，SC 1 DELUXE - 2014年（平成26年）10月13日発売，ジャパネットたかた専売製品。業界初のスティックスチームクリーナー。
- 1.516-228.0，SC 1 クラシック - 2015年（平成27年）3月23日発売。スティックスチームクリーナー。
- 1.516-235.0，SC 1 クラシック - 2016年（平成28年）10月1日発売。日本向けに開発されたフロアノズルが付属。スティックスチームクリーナー。
- 1.512-010.0，SC 2 - 2016年（平成28年）10月1日発売。日本向けに開発されたフロアノズルが付属。
- 1.512-414.0，SC 4 - 2016年（平成28年）10月1日発売。日本向けに開発されたフロアノズルが付属。
- 1.512-195.0，SC JTK 10 PLUS - 2017年（平成29年）6月1日発売，ジャパネットたかた専売製品。
- 1.513-242.0，SC JTK 20 - 2018年（平成30年）5月下旬発売，ジャパネットたかた専売製品。
- 1.516-336.0，SC 1 EasyFix - 2018年（平成30年）10月1日発売。EasyFix（イージーフィックス）フロアノズルが付属，スティックスチームクリーナー。
- 1.512-059.0，SC 2 EasyFix - 2018年（平成30年）10月1日発売。EasyFix（イージーフィックス）フロアノズルが付属。
- 1.512-457.0，SC 4 EasyFix - 2018年（平成30年）10月1日発売。EasyFix（イージーフィックス）フロアノズルが付属。
- 1.513-117.0，SC 3 EasyFix - 2020年（令和2年）10月1日発売。フローヒーター採用。
- 1.516-339.0，SC MINI - 2021年（令和3年）4月26日発売。エントリー機種。

乾湿両用クリーナー
窓用バキュームクリーナー
- 1.633-107.0，WV 50 Plus - 2009年（平成21年）6月下旬発売。
- 1.633-167.0，WV 50 Plus

簡単ほうき
- 1.258-106，K 50 - 2000年（平成12年）11月発売。
- 1.258-606.0，K 55 PET - 2007年（平成19年）発売。
- 1.258-018.0，KB 5 - 2018年（平成30年）3月1日発売。

スイーパー

#### 業務用製品

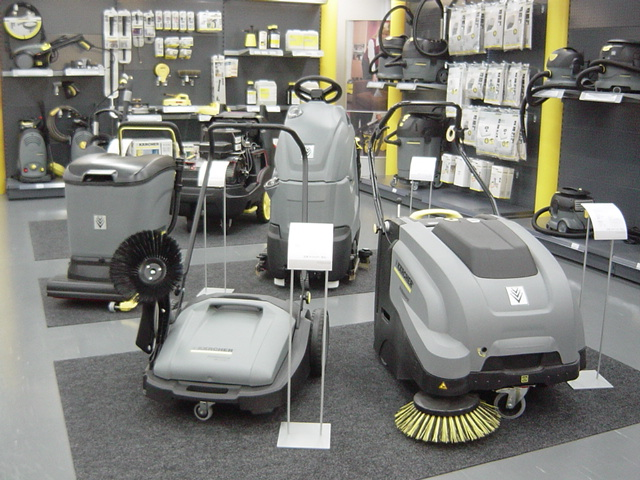
業務用製品

- 高圧洗浄機
- 超高圧洗浄機
- 各種クリーナー
- 床洗浄機
- スイーパー
- ドライアイスブラスター
- モバイルウォータージェット
- シティクリーナー
- 産業用バキュームクリーナー
- カーペットケア専用機

### 提供番組
- 日経スペシャル ガイアの夜明け
- がっちりマンデー!!